# Bill Hickman
William „Bill“ Hickman (* 25. Januar 1921 in Los Angeles County, Kalifornien; † 24. Februar 1986 in Indio, Kalifornien) war ein US-amerikanischer Schauspieler und Stuntfahrer, der an zwei der bedeutendsten Verfolgungsjagden der Filmgeschichte beteiligt war.

## Leben
Hickman begann seine Karriere beim Film bereits in den 1940er Jahren als Stuntman und Statist. 1955 war er Fahrtrainer für James Dean, mit dem ihn eine Freundschaft verband. Hickman war einer der ersten am Unglücksort bei Deans tödlichem Straßenverkehrsunfall und barg den sterbenden Dean aus dem Autowrack. In den folgenden Jahren wirkte Hickman als Kleindarsteller und Stuntman an zahlreichen Film- und Fernsehproduktionen mit. 1968 arbeitete er zusammen mit Steve McQueen an dem Film Bullitt, in dem er nicht nur in einer zuvor nie gesehenen, zehnminütigen Verfolgungsjagd einen Dodge Charger durch die Straßen von San Francisco steuerte, sondern dabei auch selbst als Fahrer Phil zu sehen war.
Bullitt wurde von Philip D’Antoni produziert, der Hickman für seinen Actionfilm Brennpunkt Brooklyn erneut als Stuntfahrer engagierte. Auch in Brennpunkt Brooklyn kam es unter der Regie von William Friedkin zu einer weiteren legendären Verfolgungsjagd, diesmal unter der Hochbahn von Brooklyn. Die Aufnahmen entstanden im normalen Straßenverkehr, ohne Absperrungen und ohne Genehmigung. Zudem war Hickman in der Rolle des FBI-Agenten Bill Mulderig zu sehen. Diese Darstellung sollte seine bekannteste Filmrolle bleiben. Ein letztes Mal arbeitete Hickman 1973 mit D’Antoni in dessen einziger Regiearbeit, Die Seven-Ups.
Zu Hickmans weiteren erwähnenswerten Stuntarbeiten zählen die Spielfilme Fluchtpunkt San Francisco, James Bond 007 – Diamantenfieber und Is’ was, Doc?. Weitere kleine Schauspielrollen stellte er unter anderem in so unterschiedlichen Filmen wie Point Blank, Ein toller Käfer und Zabriskie Point dar. Ende der 1970er Jahre arbeitete er als Stuntkoordinator, sein letzter Film war Unternehmen Capricorn 1977, wonach er sich aus dem Filmgeschäft zurückzog.
1986 starb er an den Folgen einer Krebserkrankung.

## Filmografie (Auswahl)

### Schauspiel
- 1947: Ihre beiden Verehrer (It Happened in Brooklyn)
- 1950: Tod im Nacken (To Please a Lady)
- 1951: Ausgezählt (Iron Man)
- 1951: Anwalt des Verbrechens (The Unknown Man)
- 1952: Ein Fremder ruft an (Phone Call from a Stranger)
- 1953: Blondinen bevorzugt (Gentlemen Prefer Blondes)
- 1954: Der sympathische Hochstapler (Living It Up)
- 1957: Jailhouse Rock – Rhythmus hinter Gittern (Jailhouse Rock)
- 1957: Schicksalsmelodie (The Joker Is Wild)
- 1958: Hausboot (Houseboat)
- 1963: Puppen unterm Dach (Toys in the Attic)
- 1967: Point Blank
- 1968: Bullitt
- 1968: Ein toller Käfer (The Love Bug)
- 1970: Patton – Rebell in Uniform (Patton)
- 1970: Zabriskie Point
- 1971: Brennpunkt Brooklyn (French Connection)
- 1972: Magnum Heat (Hickey & Boggs)

### Stunts
- 1955: … denn sie wissen nicht, was sie tun (Rebel Without a Cause)
- 1967: Der tolle Mr. Flim-Flam (The Flim-Flam Man)
- 1968: Bullitt
- 1971: Fluchtpunkt San Francisco (Vanishing Point)
- 1971: James Bond 007 – Diamantenfieber (Diamonds Are Forever)
- 1971: Brennpunkt Brooklyn (French Connection)
- 1972: Is’ was, Doc? (What’s Up, Doc?)
- 1973: Die Seven-Ups (The Seven-Ups)
- 1975: Die Hindenburg (The Hindenburg)
- 1977: Unternehmen Capricorn (Capricorn One)